# Goulouré (Kokologo)
Pour les articles homonymes, voir Goulouré.
Goulouré est un village du département et la commune rurale de Kokologho (ou Kokologo), situé dans la province du Boulkiemdé et la région du Centre-Ouest au Burkina Faso.

## Géographie

### Démographie
- En 2003 le village comptait 4 732 habitants estimés[2].
- En 2006 le village comptait 4 801 habitants recensés[1].

## Santé et éducation
La commune accueille un centre de santé et de protection sociale (CSPS).
Le village possède trois écoles primaires publiques (A, B et Zerkom)